# Снэк

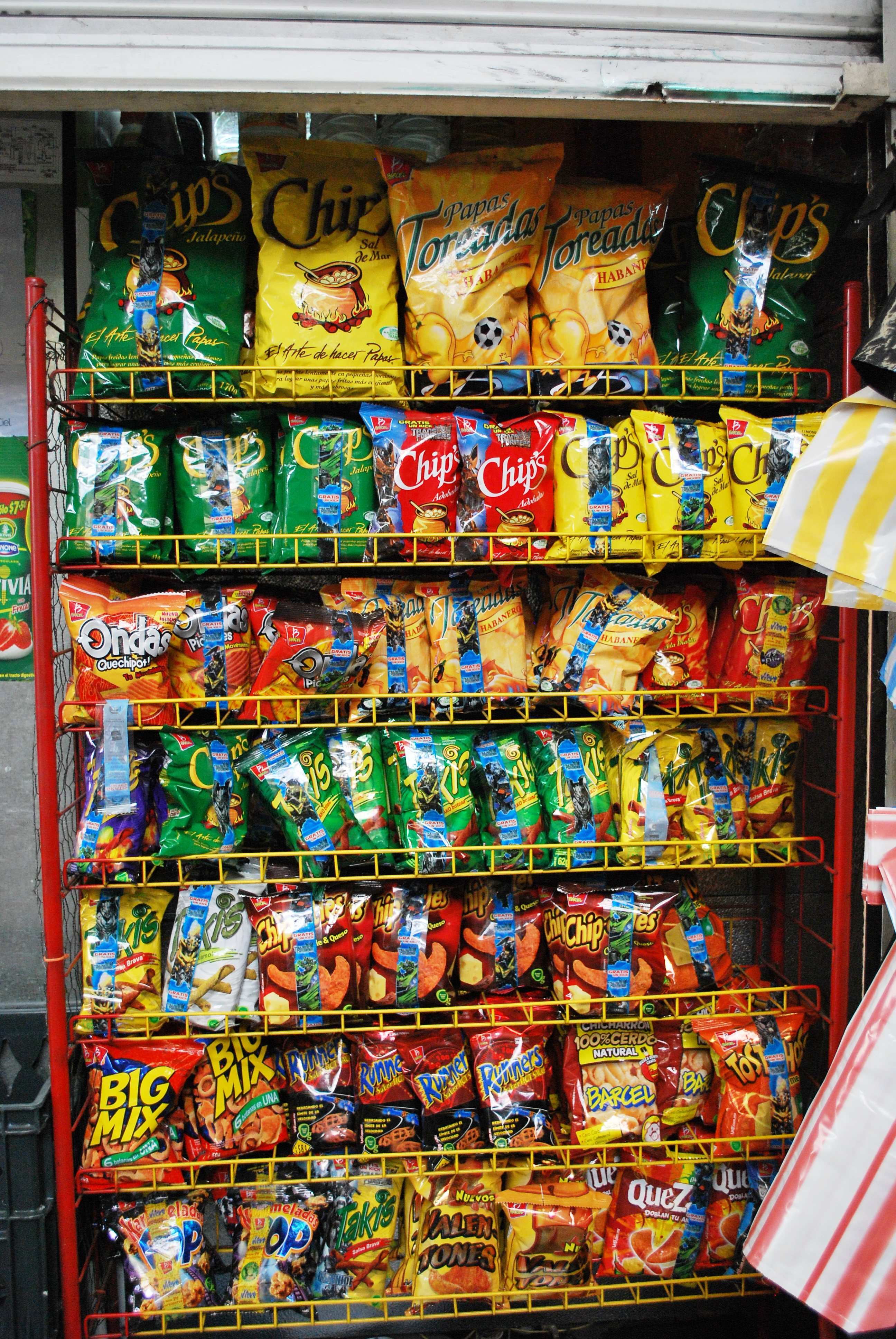
Мексиканская стойка с готовой снедью

Снэ́ки, или снеки (англ. snack — «лёгкая закуска») — в англоязычных странах общее название лёгких блюд, предназначенных для «перекуса» — утоления голода между основными приёмами пищи.

## Происхождение названия
Снэк — от англ. snack — лёгкая закуска. Наиболее близкий, но нелитературный вариант перевода — «перекус».
В английских словарях приводятся следующие значения слова:
- A light meal, food eaten between regular meals — Лёгкая закуска, еда между регулярными принятиями пищи[7].
- A small quantity of food eaten between meals or in place of a meal — Небольшое количество еды, съедаемое между приёмами пищи или вместо приёма пищи[8].
- A small amount of food that is eaten between meals[2], or a very small meal — Небольшое количество еды, съедаемое между приёмами пищи, либо очень маленькое блюдо[9].

## Разновидности
Традиционные для Америки снэки, как правило, предназначены для быстрого употребления «на ходу» и рассчитаны на большой срок хранения: шоколадные батончики, разнообразные чипсы, воздушная кукуруза и кукурузные палочки, орешки с сахаром или солью, сухарики-снэки, гранола. 

Подобные продукты при высокой калорийности, позволяющей быстро утолить чувство голода, содержат минимальное количество витаминов и микроэлементов и, соответственно, нередко рассматриваются как нездоровая пища — джанк-фуд (junk food).
Во Франции аналогом снэка служит hors d’oeuvre — небольшие блюда, которые едят руками, без помощи столовых приборов, в промежутках между основными приёмами пищи. Примером может служить канапе.
В России и странах Восточной Европы в качестве «перекуса» традиционно популярны подсолнечные и тыквенные семечки, которые при высокой калорийности богаты разнообразными полезными веществами.
Также в России и странах пост-советского пространства распространены сухарики.